# ريكي لي
ريكي لي هو كاتب وكاتب سيناريو فلبيني، ولد في 19 مارس 1948 في Daet ‏ في الفلبين.

## وصلات خارجية
- ريكي لي على موقع IMDb (الإنجليزية)
- ريكي لي على موقع ديسكوغز (الإنجليزية)
- ريكي لي على موقع قاعدة بيانات الفيلم (الإنجليزية)